# Berbere (cavalo)

O cavalo berbere ou berberisco é uma raça de cavalos da Berbéria (ou Magrebe, Norte de África), no território que se estende da Líbia a Marrocos, onde existe há muitos séculos. Tradicionalmente é associado aos povos berberes do Magrebe. As suas origens são tema de debate, mas as suas características atuais remontam à época da conquista islâmica (século VII).

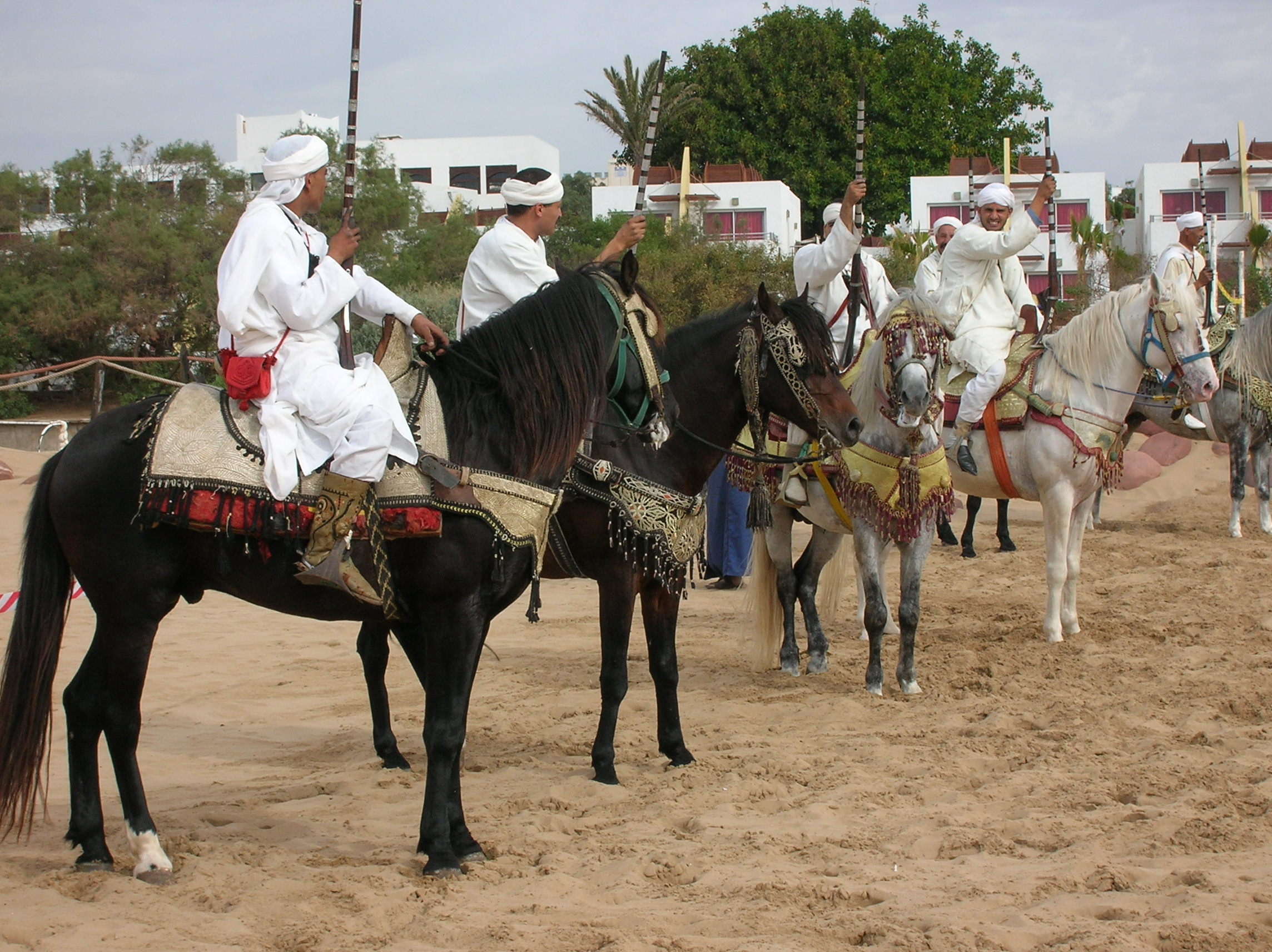
Cavalos berberes num espetáculo equestre na praia de Agadir, Marrocos

De temperamento fogoso e constituição robusta e vigorosa, apesar da sua conformação ser atípica para um cavalo de desporto, influenciou muitas raças equinas modernas. Como cavalo de guerra mereceu o elogio de muitos especialistas, demonstrando as suas qualidade até aos anos 1950.

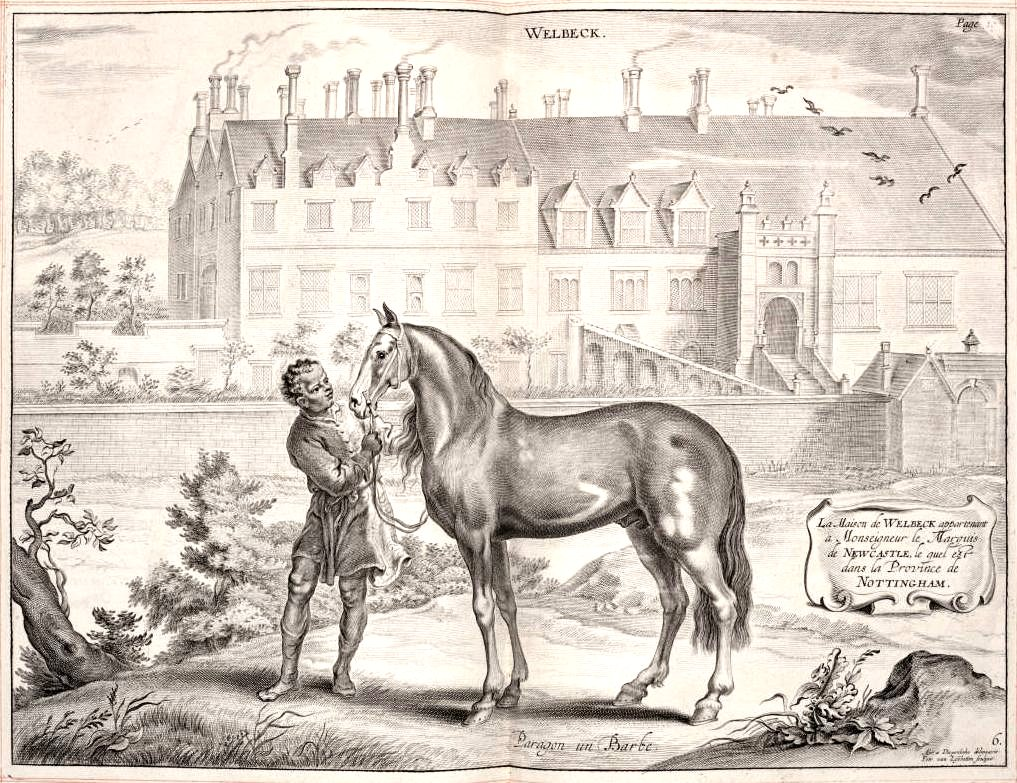
Reprodução de 1743 duma gravura anterior, mostrando um cavalo berbere

## História
Há diversas teorias sobre a origem do cavalo berbere. Uma diz que ele descende de um grupo de cavalos selvagens que sobreviveu à era glaciar. Os estudiosos de paleontologia animal provaram entre 1987 e 2002 que é  muito provavelmente um cavalo originário do Norte de África, descendente dum cavalo selvagem domesticado que ali vivia há dezenas de milhares de anos. O cavalo berbere é uma das raças mais antigas do mundo. Até há pouco tempo, tinha-se como certo que o cavalo estava ausente na Pré-história saariana, só tendo sido introduzido no Segundo Milénio a.C. Mas em estudos recentes levados a cabo na Argélia descobriram-se ossadas de espécies equinas com mais de quatro mil anos. Em todo o caso, no Norte de África o cavalo sempre fez parte da vida do homem ao longo de toda a história. Na Argélia foram descobertas pinturas rupestres representando cavalos.
O cavalo berbere é uma raça pura e autóctone do Magrebe, o que é confirmado por estudos paleontológicos e análises de ADN e é reforçado pela existência de pinturas rupestres e outros monumentos que atestam a presença de cavalos entre a Líbia e Marrocos desde a Pré-história. Essas inscrições representam a domesticação dum cavalo cujas características morfológicas correspondem às do cavalo berbere atual. Este é criado desde a Antiguidade para a caça, guerra, paradas e trabalho. É o acompanhante tradicional dos nómadas e dos pastores do Atlas e dos Altos Planaltos.
Os cavalos berberes foram mencionados por autores romanos, há mais de dois mil anos, sob o nome de cavalos da Berbéria. A partir do século VII muitos foram exportados para a Europa, onde se tornaram montadas de guerra, nomeadamente na Grã-Bretanha. Influenciaram numerosas raças no mundo, como o andaluz, lusitano, o crioulo argentino e mustangue, estes últimos descendentes de cavalos ibéricos e berberes que voltaram aos estado selvagem nas Américas. Um garanhão presumivelmente berbere, o Godolphin Arabian, faz parte de três estalões fundadores da raça do puro sangue inglês.

## Características físicas
O cavalo berbere apresenta variações de tamanho, sendo maior e mais robusto a leste que a oeste. Existem diversos tipos de berberes, mas todos partilham como características comuns a cabeça longa, de perfil adunco, com orelhas medianas. O pescoço é de comprimento mediano e as espáduas chatas. Os membros são compridos e fortes, secos mas sólidos, como os cascos, que são duros. A cauda está situada baixa e as crinas são abundantes. Tem entre 1,42 a 1,55 metros de altura no garrote. As suas cores características são o castanho, alazão, preto e tordilho. 
É um cavalo extremamente rústico, capaz de viver com pequenas quantidades de alimento pobre. É dócil e corajoso. Apresenta a cabeça longa, mas requintada, com face reta. As espáduas são chatas. A garupa é inclinada com cauda de baixa inserção. As pernas são compridas e fortes.